# Roesound

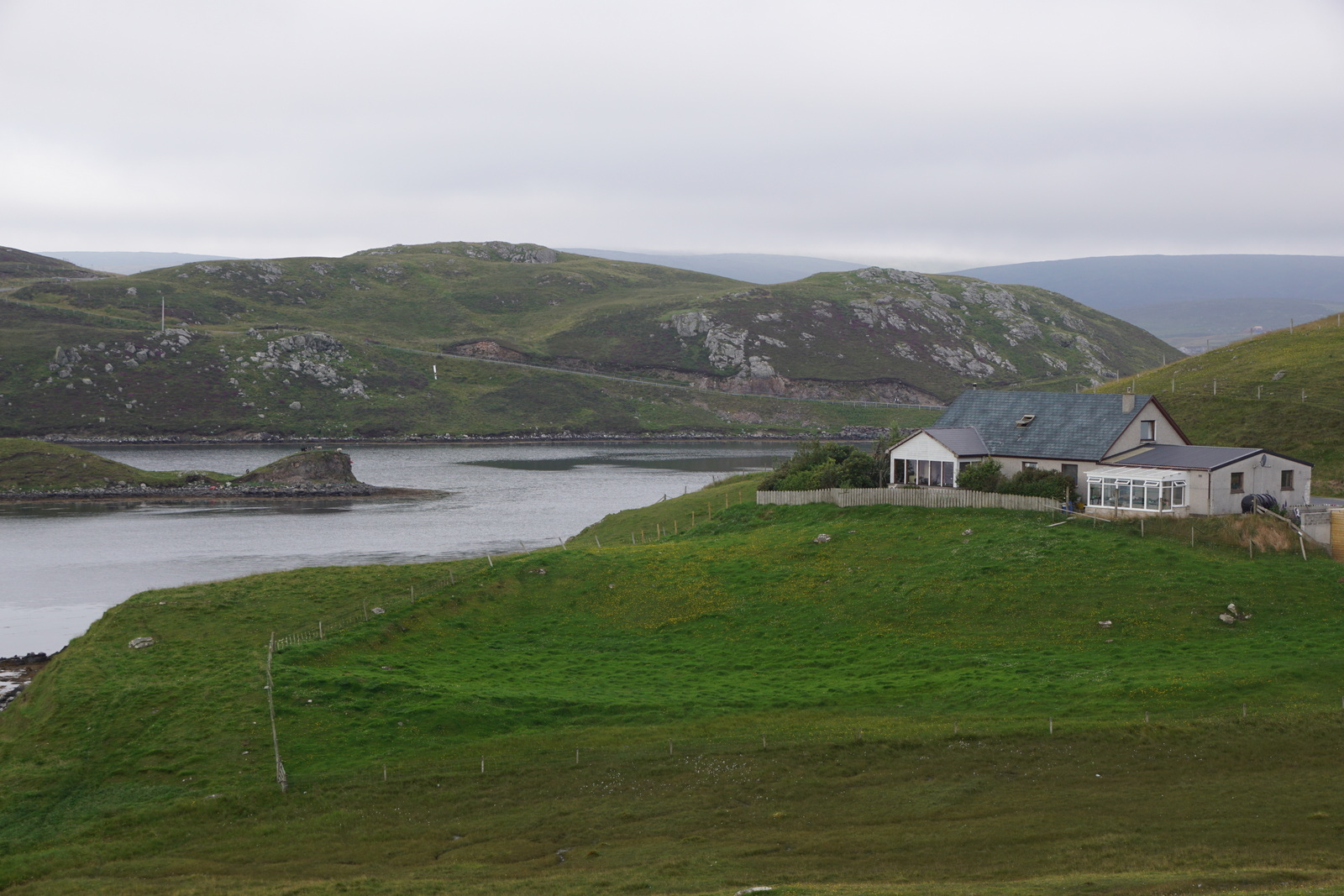
Eines der Häuser von Roesound

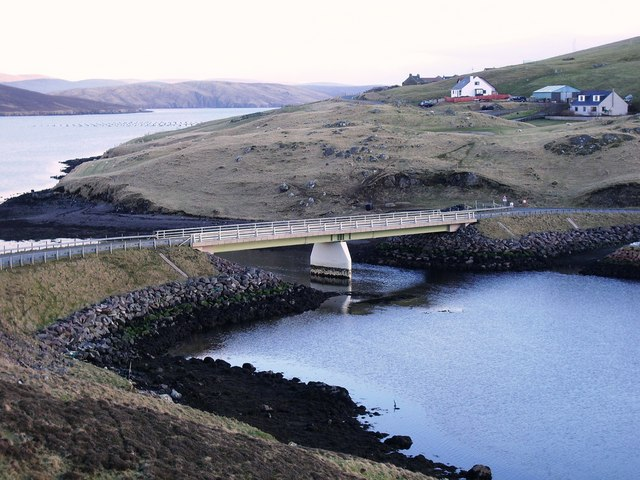
Blick von Mainland auf Roesound

Roesound ist eine kleine Ortschaft, die in Schottland im Norden der Shetlandinseln liegt.

## Geographie
Die wenigen Häuser von Roesound stehen im Nordosten der Insel Muckle Roe, die vor der nordwestlichen Küste von Mainland liegt. Hier überquert, unmittelbar nördlich, eine Brücke die Bucht Roe Sound. Sie bildet den einzigen Zugang zur Insel. Ortschaften in der Nähe sind Busta und Brae im Nordosten. Im Osten von Roesound liegt eine weitere Bucht, die Busta Voe.

## Historisches
Im Rahmen der historischen Gliederung Schottlands in Civil Parishes zählt Roesound zu Delting.